# Acie Law
Acie Law IV (Dallas, 25 gennaio 1985) è un ex cestista e allenatore di pallacanestro statunitense.

## Carriera
È stato selezionato dagli Atlanta Hawks al primo giro del Draft NBA 2007 (11ª scelta assoluta).

## Statistiche

### NBA

#### Regular Season
| Anno      | Squadra           | PG  | PT | MP   | TC%  | 3P%  | TL%  | RP  | AP  | PRP | SP  | PP  |
| --------- | ----------------- | --- | -- | ---- | ---- | ---- | ---- | --- | --- | --- | --- | --- |
| 2007-2008 | Atlanta Hawks     | 56  | 6  | 15,4 | 40,1 | 20,6 | 79,2 | 1,0 | 2,0 | 0,5 | 0,0 | 4,2 |
| 2008-2009 | Atlanta Hawks     | 55  | 1  | 10,2 | 37,4 | 31,0 | 81,7 | 1,1 | 1,6 | 0,2 | 0,1 | 2,9 |
| 2009-2010 | G.S. Warriors     | 5   | 0  | 13,2 | 64,3 | 33,3 | 80,0 | 0,4 | 1,4 | 1,2 | 0,0 | 6,2 |
| 2009-2010 | Charlotte Hornets | 9   | 0  | 3,7  | 31,3 | 0,0  | 85,7 | 0,1 | 0,3 | 0,1 | 0,1 | 1,8 |
| 2009-2010 | Chicago Bulls     | 12  | 1  | 11,3 | 46,7 | 33,3 | 74,1 | 1,2 | 1,3 | 0,3 | 0,0 | 5,5 |
| 2010-2011 | Memphis Grizzlies | 11  | 0  | 8,5  | 15,8 | 0,0  | 60,0 | 1,0 | 1,3 | 0,4 | 0,0 | 1,1 |
| 2010-2011 | G.S. Warriors     | 40  | 0  | 15,8 | 46,7 | 20,0 | 75,9 | 1,3 | 1,8 | 0,7 | 0,0 | 5,1 |
| Carriera  | Carriera          | 188 | 8  | 12,7 | 41,3 | 23,5 | 77,8 | 1,0 | 1,6 | 0,4 | 0,0 | 3,9 |

#### Play-off
| Anno     | Squadra       | PG | PT | MP  | TC%  | 3P%  | TL%  | RP  | AP  | PRP | SP  | PP  |
| -------- | ------------- | -- | -- | --- | ---- | ---- | ---- | --- | --- | --- | --- | --- |
| 2008     | Atlanta Hawks | 7  | 0  | 8,7 | 75,0 | 0,0  | 90,0 | 0,3 | 1,1 | 0,3 | 0,0 | 3,0 |
| 2009     | Atlanta Hawks | 6  | 0  | 4,7 | 33,3 | 33,3 | 100  | 0,3 | 1,0 | 0,0 | 0,0 | 1,3 |
| Carriera | Carriera      | 13 | 0  | 6,8 | 52,9 | 33,3 | 90,9 | 0,3 | 1,1 | 0,2 | 0,0 | 2,2 |

## Palmarès

### Squadra
- Campionato greco: 1

Olympiakos: 2011-12
- Eurolega: 2

Olympiakos: 2011-12, 2012-13
- Coppa Intercontinentale: 1

Olympiakos: 2013

### Individuale
- NCAA AP All-America First Team

2007